# Seweryn Zenon Sierpiński
Seweryn Zenon Sierpiński, metrykalnie Zenon Seweryn (ur. 7 października 1815 w Krasnymstawie (woj. lubelskie), zm. 5 lutego 1843 w Warszawie) – polski prozaik, regionalista.
Nauki pobierał w szkołach w Szczebrzeszynie i Lublinie, a następnie podjął pracę w lubelskich sądach.
Był członkiem Cyganerii Warszawskiej, publikował w gazetach wydawanych przez tę grupę. Debiutował w  1839 r. szkicem historycznym Obraz miasta Lublina, uznawanym za jeden z najwcześniejszych przewodników po mieście. Dzięki tej książce zyskał miano "Pierwszego regionalisty Lubelszczyzny".
Jego twórczość ukazywała się w Przeglądzie Warszawskim (1840-1842), Piśmiennictwie Krajowym (1840-1841), Nadwiślaninie (1841), Niezabudce (1841). Drobne utwory powieściowe oraz wiersze drukował pod kryptonimem S.Z.S. Jego utwory beletrystyczne wydano w trzytomowym zbiorze  Nowy gabinet powieści (1840-1842).

## Publikacje
- 1840–1842: Nowy gabinet powieści - tom 1, tom 2, tom 3
- 1839: Obraz miasta Lublina (w 1843 wydano poszerzoną wersję: Historyczny obraz miasta Lublin)[4]
- 1843: Rys dziejów Akademii Zamojskiej
- 1843: Jaskułka
- 1843: Pięć powieści oryginalnych (Niepodp.)[5]